# Julius Schoppe

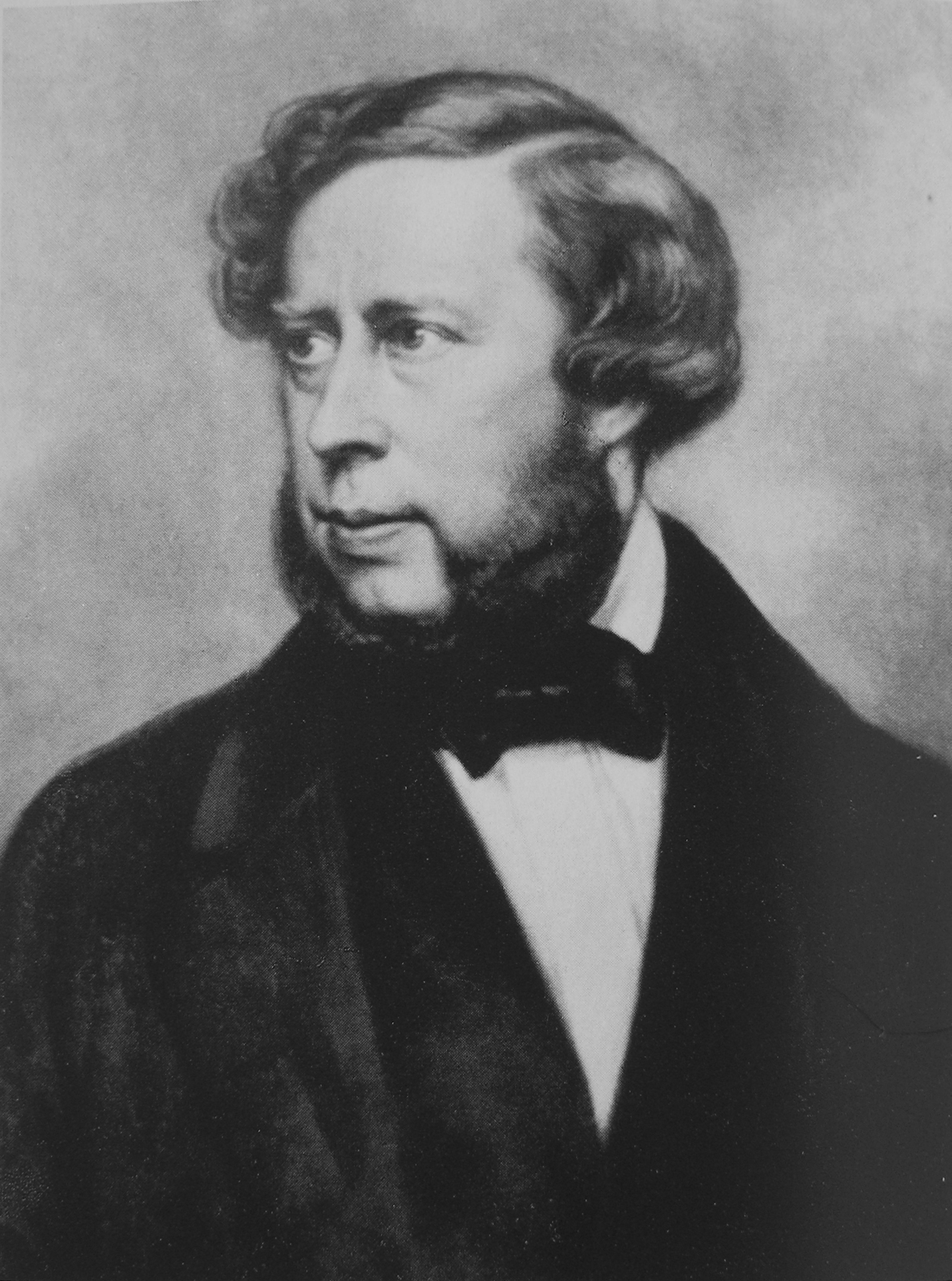
Julius Schoppe; Selbstporträt, 1855

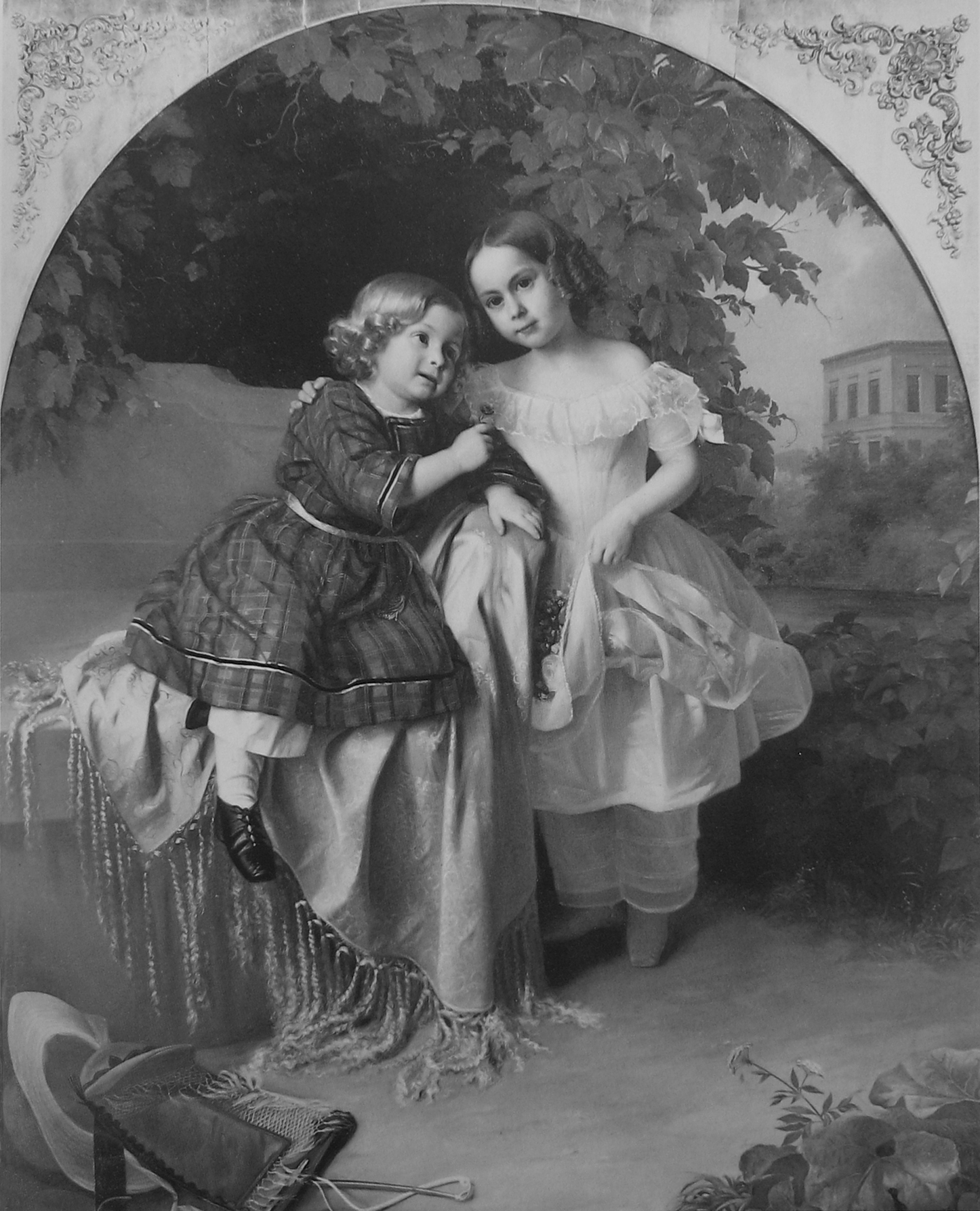
Julius Schoppe; Bildnis zweier Kinder

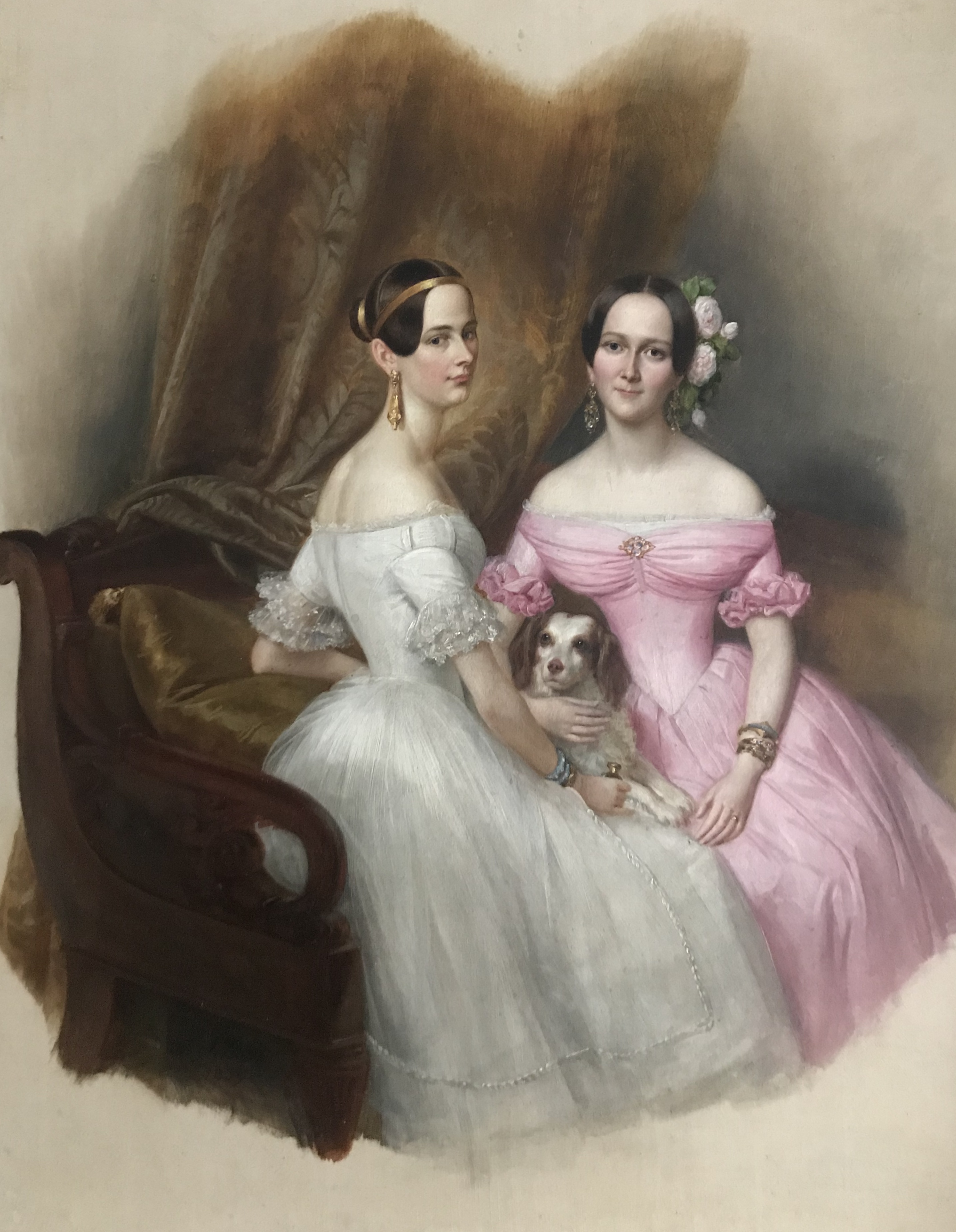
Julius Schoppe; Elise von Rauch (verheiratete Gräfin von Fersen), links, und ihre Schwester Blanka (verheiratete von Schönermark, verwitwete Freifrau Spiegel); Ölgemälde, signiert, 1839

Julius Schoppe (* 27. Januar 1795 in Berlin; † 30. März 1868 ebenda) war ein deutscher Porträt-, Landschafts-, Dekorations- und Historienmaler. Er gehörte zu den besten Porträtisten der Biedermeierzeit und der Jahrzehnte danach. Seine Arbeiten auf diesem Gebiet zählen aus heutiger Sicht zu den bleibenden Leistungen. 

## Werdegang
Julius Schoppe stammte aus einer Berliner Goldschmiedefamilie und war mit dem Bildhauer Gottfried Schadow verwandt. Von 1810 bis 1817 ging er an die Berliner Akademie; sein Lehrer war Samuel Rösel. Einem Aufenthalt in Wien in den Jahren 1815/16 folgte 1817 eine durch Österreich und die Schweiz führende Wanderung nach Rom. Seine auf dieser Wanderfahrt entstandenen Zeichnungen erschienen 1823/25 als Lithografien. In den Jahren in Rom lebte Schoppe von 1817 bis 1822 als Stipendiat der Berliner Akademie in der Künstlerherberge Casa Buti. Er kopierte in dieser Zeit Maler der  italienischen Renaissance, darunter Werke von Raffael, Tizian und Correggio. Allein sieben seiner Raffael-Kopien kamen in die Raffael-Sammlung Friedrich Wilhelms IV. in die Orangerie von Sanssouci.
Nach Berlin zurückgekehrt, wurde Schoppe 1825 Mitglied der Akademie und 1836 zum Professor ernannt. Aus seiner Frühzeit sind kaum Werke erhalten, zugleich zeigt das 1840 entstandene Gemälde der Hl. Elisabeth, Almosen an die Armen verteilend, dass sich Schoppe in den frühen Jahren auch mit anderen Gattungen der Malerei befasst hat. Ansonsten entwickelte er sich in Berlin in erster Linie zum Porträtmaler; herausragend sind seine zahlreichen einfühlsamen Kinderbildnisse. Daneben beteiligte er sich an der Ausmalung von Innenräumen nach Entwürfen von Karl Friedrich Schinkel, darunter dem Teesalon der Kronprinzessin Elisabeth im Berliner Stadtschloss, dem Vestibül des „Neuen Pavillons“ neben Schloss Charlottenburg und dem Teezimmer der „Kleinen Neugierde“ im Pleasureground von Schloss Glienicke.

## Werke
- 1817 Phidias, der das Ideal des Jupiter schafft und Odalisken im Bad (beide verschollen)
- 1823/25 Malerische Ansichten von der Reise durch Österreich, Steiermark, Tirol, Schweiz und Italien (Lithografien)
- um 1825 Abendgesellschaft in einem Haus am Dönhoffplatz
- 1827 Baumkanzel am Havelufer von Glienicke
- 1831 Malwine von Bismarck,  Schwester des Reichskanzlers
- 1836 Heinrich Jakob Schoppe (ein Onkel des Künstlers)
- 1836 Gustav Freiherr von Maltzahn Graf von Plessen auf Ivenack, Ölgemälde
- 1836  Cecilie Freifrau von Maltzahn Gräfin von Plessen, geb. von Rauch, Ölgemälde
- um 1837 Prinzessin Augusta von Preußen
- um 1837 Kronprinz Friedrich Wilhelm von Preußen
- 1838/39 verschiedene Gemälde der Prinzessin Marie Luise von Sachsen-Weimar-Eisenach (Gemahlin des Prinzen Carl von Preußen). Prinzessin Marie von Preußen in romantischer Gartenlandschaft und Prinzessin Marie von Preußen zu Pferd,  Schloss Glienicke, Berlin
- 1839 Die Schwestern Blanka und Elise von Rauch, Ölgemälde
- um 1840 Hl. Elisabeth, Almosen spendend
- 1840 Darstellungen zum Bildersaal der Vaterländischen Geschichte
- 1842 Die letzten Augenblicke König Friedrich Wilhelms III. danach Schabkunstblatt von Sixdeniers, Alexandre Vincent (1793–1846 Paris), Le Blanc 10
- um 1842 Königin Elisabeth von Preußen
- um 1842 Prinzessin Luise Marie Elisabeth von Preußen
- um 1845 Agnes von Scharnhorst
- 1859 Wilhelm Ferdinand Ermeler

Wandmalereien:
- 1825 Beteiligung an der Ausmalung des Neuen Pavillons neben dem Schloss Charlottenburg, Berlin nach Vorlagen von Karl Friedrich Schinkel (zerstört, zum Teil in Kopie wiederhergestellt)
- 1825 Wandmedaillons Perseus und Andromeda, Bacchantin auf gefesseltem Zentaur, Hylas von Nymphen in ihre Quelle hinabgezogen, Amphitrite und weiblicher Zentaur mit Jüngling im Teesalon des Berliner Schlosses, (zerstört)‘’
- 1826/28 Malereien nach Vorlagen von Karl Friedrich Schinkel im Palais des Prinzen Carl, am Wilhelmplatz in Berlin
- um 1827 Ausmalung des Teezimmers in der Kleinen Neugierde von Schloss Glienicke im Stil pompejanischer Wandmalereien nach Entwürfen von Karl Friedrich Schinkel.
- 1827 Wandgemälde Pegasus von Nymphen gewaschen und getränkt, ursprünglich in der Ecke Westflügel-Hauptbau am Gartenhof von Schloss Glienicke, (zerstört)
- um 1828 Kapelle des Kronprinzenpalais, Berlin
- 1844 Deckenmalerei in der Oper Unter den Linden, Berlin